# Желько Райнер
Же́лько Ра́йнер (хорв. Željko Reiner, нар.28 травня 1953 р., Загреб, нині Хорватія) — хорватський лікар, політик, професор Загребського університету, академік Хорватської академії наук і мистецтв, колишній міністр охорони здоров'я та соціального захисту Хорватії та голова Сабору Хорватії.

## Освіта
У дитинстві навчався у початковій школі в Загребі, а потім закінчив Загребську класичну гімназію. Вищу освіту здобув 1976 року на медичному факультеті Загребського університету. У 1976 році здобув ступінь магістра, а в 1982 році — кандидата наук. З 1979 по 1983 спеціалізувався на терапії в Загребському клінічному центрі сестер милосердя та в університетській клініці Гамбург-Еппендорф у Німеччині. В 1984-1985 роках навчався в докторантурі в Оклахома-Сіті.

## Професійна діяльність
У 1986 році Райнера призначили доцентом медичного факультету Загребського університету, а в 1988 — професором. З 1997 року він — професор внутрішньої медицини Загребського університету, а з 2009 — і професор Рієцького університету. У 1986 році його призначено головним лікарем «клінічного відділення клініки медичної онкології» Загребського клінічного лікарняного центру. Райнер залишався на цій посаді до 1995 року, коли його призначили завідувачем відділення внутрішньої медицини Загребського клінічного лікарняного центру. Там він працював до 2003 року, а в 2011 році його було знову обрано на цю посаду. Він також є директором Інституту хвороб обміну речовин при цьому самому лікувальному закладі. З 2004 по 2012 рік Райнер був головним керівником цього закладу. За час його керівництва Загребський клінічний лікарняний центр розширився у півтора рази і одержав сучасне обладнання. 
Райнер — член Хорватської академії медичних наук з 1990 року, а з 2004 року до 2012 року він був президентом Академії. З 1992 по 2006 рік він був членом-кореспондентом Хорватської академії наук і мистецтв, а з 2006 — її постійним членом і академіком. У 2011 році названий почесним членом Академії медичних наук Боснії і Герцеговини. З 2000 по 2006 рік був завідувачем кафедри внутрішньої медицини медичного факультету Загребського університету.
Райнер опублікував 543 академічно-наукові статті. Був професором на запрошення в кількох університетах Сполучених Штатів і Європи, виступав на низці європейських і міжнародних конференцій, входив до складу наукових комітетів майже всіх європейських і міжнародних конференцій в галузі кардіології та атеросклерозу. З 1983 року до сьогодні Райнер був керівником кількох науково-дослідних проектів. Він є членом редакційних колегій кількох міжнародних журналів з питань кардіології, атеросклерозу, харчування, обміну речовин, серцево-судинних захворювань тощо. У Хорватії він редагує «Лікарський вісник»  (хорв. Liječnički Vjesnik). Райнер також рецензує найвідоміші наукові журнали світу: The Lancet, European Heart Journal, Annals of Medicine, Fundamental and Clinical Pharmacology, European Journal of Preventive Cardiology, Cardiovascular Drugs and Therapy та інші. Райнер був членом ради директорів Європейської асоціації з запобігання серцево-судинним захворюванням і реабілітації (EACPR) та головою її комітету з науки і керівних принципів. Він також засновник і давній президент Хорватського товариства атеросклерозу, засновник Хорватського товариства гіпертонії, засновник і заступник голови Хорватського товариства ожиріння. Він був секретарем Хорватської медичної асоціації і є членом комітету з відбору нових членів Королівського товариства. Райнер був першим хорватом, який став головним автором Європейських директив у лікуванні дисліпідемії, опублікованих 2011 року. Він співавтор Європейських інструкцій щодо профілактики серцево-судинних захворювань, випущених 2007 і 2012. У 1992-2000 роках він був головою Хорватського комітету з медпрепаратів і головою комітету з призначення головних лікарів. Він був також президентом Європейського комітету з боротьби з курінням (2000-2002) та членом Міжнародного комітету з премії Фонду Леона Бернара.
З 1995 по 1998 рік Райнер був членом виконавчої ради Всесвітньої організації охорони здоров'я і став другим хорватом на цій посаді. З 2012 року він також є одним із 6 членів правління Міжнародного товариства атеросклерозу. Він — автор розділів у 30 книжках і підручниках, виданих у Хорватії та за кордоном, редактор 26 книжок і посібників. Був керівником кількох курсів у бакалавраті та аспірантурі. З 2006 року він — член ради Загребського університету. У 1993-1998 роках був заступником міністра охорони здоров'я і соціального захисту, а з 1998 по 2000 — міністром.

## Політична діяльність
Райнер — член Хорватської демократичної співдружності. 2008 року обраний членом ради охорони здоров'я і соціального забезпечення в хорватському парламенті. З 2011 по 2012 був заступником голови парламентського Комітету з питань науки, освіти і культури. Як депутат він входить також до складу ради з міжпарламентського співробітництва та є заступником члена делегації у Парламентському напрямі Центрально-Європейської ініціативи. З 2012 року до 28 грудня 2015 був заступником голови парламенту. 28 грудня 2015 обраний новим спікером парламенту Хорватії 8-го скликання 88 голосами, при цьому 62 депутати утрималися і 1 проголосував проти.

## Війна за незалежність
З першого дня Райнер пішов добровольцем на війну Хорватії за незалежність. Він був членом медико-санітарного штабу, першим заступником його начальника з питань освіти і підготовки, а пізніше начальником медичного персоналу. Нині Райнер — полковник запасу хорватської армії.

## Почесті
Райнер — член лондонської Академії медичних наук, Європейського товариства кардіологів і Американської колегії кардіологів.
Був удостоєний таких цивільних і військових нагород:
- Орден князя Трпимира
- Орден Бана Єлачича
- Орден Хорватської Вранішньої Зірки
- Орден Хорватського Трилисника
- Орден Хорватської Тасьми
- Медаль на спомин про Вітчизняну війну
- Медаль за участь в операції «Блискавка»
- Медаль за участь в операції «Буря»
- Медаль за участь в операції «Літо '95»
- Пам'ятна медаль «Вуковар»

2007 року Райнера названо почесним громадянином Корчули. У 2011 році його нагороджено Премією ім. Ладислава Раковаца і Премією міста Загреба.